# Mathématiques des origamis
Pour les articles homonymes, voir Pliage (homonymie).
Les pliages d'origamis sont utilisés en mathématiques pour procéder à des constructions géométriques. Selon les méthodes de pliages utilisées, on obtient des procédés plus riches que ceux propres à la règle et au compas.

## Formalisation des origamis
Le formalisme auquel il est le plus souvent fait référence est celui de Huzita. Il contient 6 axiomes qui sont en fait les 6 pliages de base permettant de décomposer n'importe quel origami. En voici la liste :

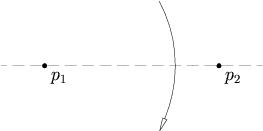
Axiome 1. Un unique pli passe par deux points {\displaystyle p_{1}} et {\displaystyle p_{2}} spécifiés.
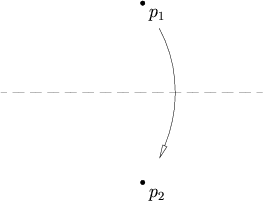
Axiome 2. Un unique pli amène un point {\displaystyle p_{1}} sur un point {\displaystyle p_{2}}.
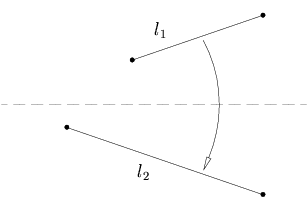
Axiome 3. Un pli superpose deux droites {\displaystyle l_{1}} et {\displaystyle l_{2}}.
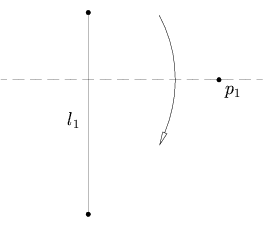
Axiome 4. Un unique pli passe par un point {\displaystyle p_{1}} et est orthogonal à une droite {\displaystyle l_{1}}.
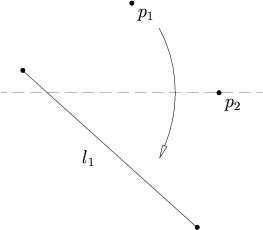
Axiome 5. Soient une droite {\displaystyle l_{1}} et deux points {\displaystyle p_{1}} et {\displaystyle p_{2}} ; un pli passe par {\displaystyle p_{2}} et amène {\displaystyle p_{1}} sur {\displaystyle l_{1}}.
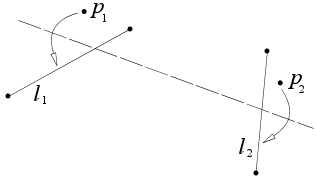
Axiome 6. Soient deux droites {\displaystyle l_{1}} et {\displaystyle l_{2}} et deux points {\displaystyle p_{1}} et {\displaystyle p_{2}} ; un pli amène {\displaystyle p_{1}} sur {\displaystyle l_{1}} et {\displaystyle p_{2}} sur {\displaystyle l_{2}}.

Les axiomes 1 à 4 ont toujours au moins une construction possible, unique pour les axiomes 1, 2 et 4. Les axiomes 5 et 6 peuvent n'en avoir aucune, une ou plusieurs selon la disposition des points et des droites. Ces deux derniers axiomes expriment que, lorsqu'il y a au moins une solution, alors elle peut être obtenue par origami.

## Points, droites et nombres constructibles par origami
On se donne deux points de base. À partir de ces deux points, on définit récursivement les points et les lignes constructibles par origami de la façon suivante :
- Les points de base sont constructibles par hypothèse.
- Les droites construites sur les plis définis par les axiomes 1 à 6 à partir d'objets constructibles sont constructibles.
- Un point intersection de deux droites constructibles est constructible.

On appelle nombre constructible par origami un nombre égal à la distance de deux points constructibles, les deux points de base étant à une distance unité.
On peut alors interpréter les axiomes 1) à 4) de la façon suivante :
- Axiome 1. une droite passant par deux points constructibles est constructible.
- Axiome 2. la médiatrice d'un segment dont les extrémités sont constructibles est constructible.
- Axiome 3. la bissectrice de deux droites constructibles est constructible.
- Axiome 4. la perpendiculaire passant un point constructible à une droite constructible est constructible.

Les nombres constructibles au moyen de ces quatre axiomes sont exactement les mêmes que ceux qu'on peut construire avec la règle et le compas à pointes sèches. Il s'agit par exemple de {\displaystyle {\sqrt {5}}} ou {\displaystyle {\sqrt {2+{\sqrt {2}}}}} mais ni de {\displaystyle {\sqrt[{3}]{2}}} ni de {\displaystyle {\sqrt {1+{\sqrt {2}}}}}. Voici par exemple la construction du symétrique d'un point P par rapport à une droite (L).
On construit la perpendiculaire à (L) passant par P puis la perpendiculaire à cette perpendiculaire passant par P (autrement dit, la parallèle à (L) passant par P). On construit les deux bissectrices en P à la parallèle à (L) et la perpendiculaire à (L). Ces deux bissectrices vont couper (L) en deux points d'où l'on trace deux nouvelles perpendiculaires à (L). Deux dernières bissectrices vont se couper en le symétrique à P cherché.
- L'axiome 5 est équivalent à chercher l'intersection d'une droite et d'un cercle.

Les nombres constructibles au moyen des cinq premiers axiomes sont exactement les mêmes que les nombres constructible à la règle et au compas.
- L'axiome 6 offre des procédés de construction particulièrement puissants. Il revient à construire la tangente aux deux paraboles de foyers {\displaystyle p_{1}} et {\displaystyle p_{2}} et de directrices respectives {\displaystyle l_{1}} et {\displaystyle l_{2}}.

L'axiome 6 permet de résoudre les équations du troisième degré et du quatrième degré à coefficients constructibles. Il permet par exemple de trisecter un angle, de dupliquer le cube ou de construire l'heptagone régulier, choses qu'on ne peut faire à la règle et au compas. L'ensemble des nombres constructibles à l'aide des six axiomes est le plus petit corps contenant les rationnels et stable par les opérations de calcul de racine carrée et de racine cubique.
Voici par exemple la construction de {\displaystyle {\sqrt[{3}]{2}}}.
On considère un carré ABCD que l'on plie en trois. On effectue un troisième pli de façon que A soit amené sur R et E sur S. Alors CR/BR est égal à {\displaystyle {\sqrt[{3}]{2}}}.

## Origami et pliage fractal
Notons {\displaystyle a} la hauteur OA et {\displaystyle b} la largeur OO' d'un rectangle {\displaystyle (O,A,A',O')}. Soit {\displaystyle B} le point de {\displaystyle [O,A]} tel que OB soit égal à {\displaystyle b}. Procédons de même pour construire {\displaystyle B'} sur le segment {\displaystyle [O',A']}.

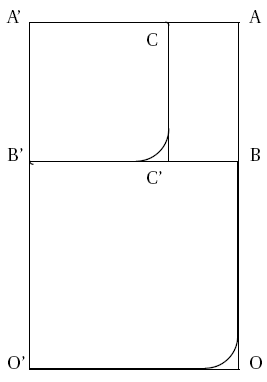
diagramme de découpage d'une feuille

{\displaystyle (O,B,B',O')} est un carré. On reporte {\displaystyle B'} en {\displaystyle C} sur {\displaystyle [A,A']}. On note {\displaystyle C'} son vis-à-vis sur {\displaystyle [B,B']} pour y former le carré {\displaystyle (A',C,C',B')}.
Il reste le rectangle {\displaystyle (C,A,B,C')} ; quelles sont ses propriétés ? Voici les longueurs de quelques segments de cette figure :
- {\displaystyle [O,A]} est de longueur {\displaystyle a},
- {\displaystyle [O,O']} et {\displaystyle [O,B]} de longueur {\displaystyle b},
- {\displaystyle [A,B]=[A,O]-[B,O]} est donc de longueur {\displaystyle a-b},
- {\displaystyle [A',C]} est aussi de longueur {\displaystyle a-b},
- et donc {\displaystyle [A,C]=[A,A']-[C,A']} est de longueur {\displaystyle b-(a-b)}.

Notons {\displaystyle r} le rapport de la longueur sur la largeur du rectangle {\displaystyle (C,A,B,C')}. On obtient :
{\displaystyle r={b-(a-b) \over a-b}} si {\displaystyle [A,C]} est plus long que {\displaystyle [A,B]}
ou 
{\displaystyle r={a-b \over b-(a-b)}} si {\displaystyle [A,B]} est plus long que {\displaystyle [A,C]}.
Exprimons {\displaystyle r} en fonction du rapport de {\displaystyle [O,A]} sur {\displaystyle [O,B]} (que l'on note {\displaystyle \alpha }) : {\displaystyle \alpha ={a \over b}}. On obtient respectivement :
{\displaystyle r={2-\alpha  \over \alpha -1}}
ou 
{\displaystyle r={\alpha -1 \over 2-\alpha }}.
Une valeur de {\displaystyle r} est particulièrement intéressante, {\displaystyle r=\alpha }, ce qui signifie que les proportions du rectangle restant après avoir retiré les deux carrés successifs (d'abord {\displaystyle (B,O,O',B')} puis {\displaystyle (B',C',C,A')}), sont les mêmes que celles du rectangle original.
Il y a deux solutions possibles : 
{\displaystyle \alpha ={2-\alpha  \over \alpha -1}}
ou 
{\displaystyle \alpha ={\alpha -1 \over 2-\alpha }},
qui donnent respectivement 
{\displaystyle \alpha ={\sqrt {2}}}
ou 
{\displaystyle \alpha ={1+{\sqrt {5}} \over 2}}

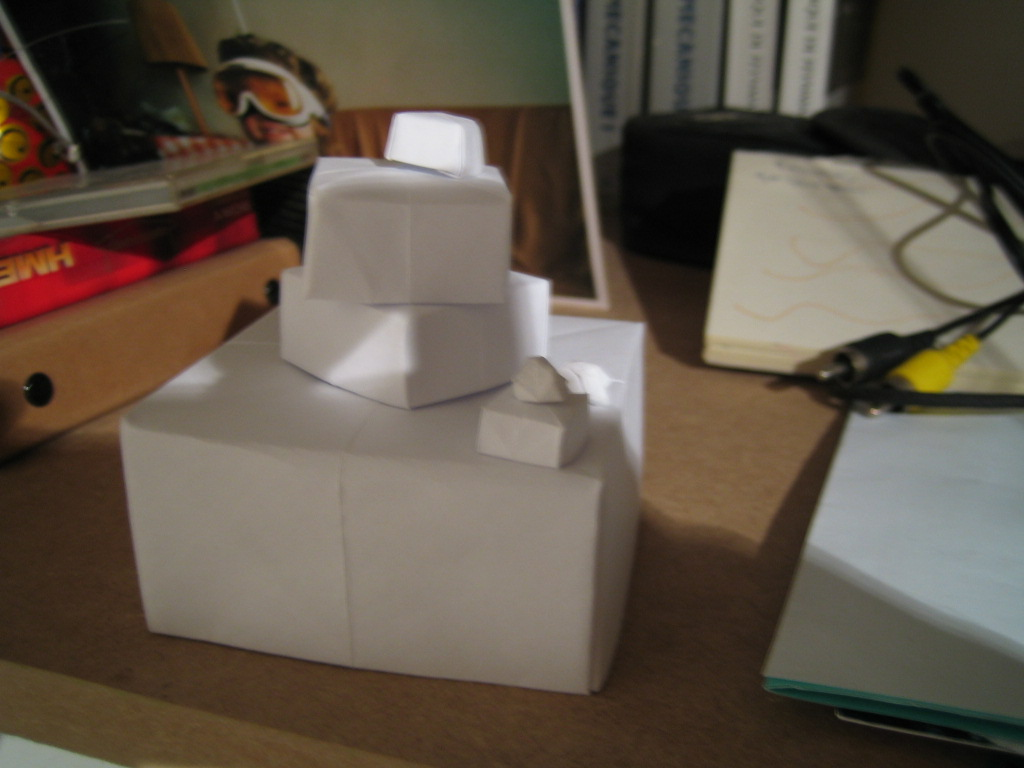
Une série de boites réalisées à partir d'une seule feuille A4. À part la première, elles sont toutes en deux exemplaires

Le premier cas correspond aux proportions des feuilles {\displaystyle An} (par exemple {\displaystyle A4}, les feuilles rectangulaires standard) :
| Format             | Largeur                      | Hauteur                     |
| ------------------ | ---------------------------- | --------------------------- |
| {\displaystyle An} | {\displaystyle 2^{-1/4-n/2}} | {\displaystyle 2^{1/4-n/2}} |

Le second cas fait apparaître le nombre d'or.
Si on itère le procédé, ces deux formats de feuilles permettent de réaliser des origamis fractales, car dans le rectangle restant, aux mêmes proportions que le premier, il est encore possible de retirer deux carrés, puis de recommencer, théoriquement jusque l'infini.

pliage fractal
pliage fractal